# كارلا جواسابا
كارلا جواسابا (مواليد 1976) مهندسة معمارية برازيلية. فازت بجائزة أرك فيجون الأولى، وهي جائزة دولية للمرأة في الهندسة المعمارية.

## النشأة
ولدت في ريو دي جانيرو وحصلت على درجة البكالوريوس في الهندسة المعمارية والتعمير من جامعة سانتا أورسولا، ثم تابعت دراساتها العليا في الهيكل في الجامعة البابوية الكاثوليكية في ريو دي جانيرو. درست منذ ذلك الحين في الجامعة البابوية الكاثوليكية. في عام 2000 أنشأت ممارسة الهندسة المعمارية الخاصة بها. تعمل جواسابا في كل من مشاريع القطاعين العام والخاص، وتعمل بشكل أساسي في المشاريع السكنية والثقافية. عملت مع المهندسة المعمارية جيزيلا ماجالهايس في عدد من المشاريع المتعلقة بالمتاحف بدءًا من الوقت الذي كانت فيه طالبة جامعية. ألقت محاضرة في كلية الدراسات العليا للتصميم بجامعة هارفارد وجامعة تورنتو وكلية الهندسة المعمارية بجامعة كولومبيا.

## الحياة المهنية
تأثرت لجنة التحكيم لجائزة أرك فيجون بشكل خاص بعملها في جناح الإنسانية لعام 2012، الذي تم إنشاؤه من أجل مؤتمر الأمم المتحدة للتنمية المستدامة. وجدت هيئة التحكيم أنها تمتلك «إبداعًا في البحث عن حلول غير تقليدية وحساسية هائلة للسياق الذي ستقيم فيه أعمالها». في عام 2014 تم ترشيحها لجائزة شيلينغ للهندسة المعمارية.
تم اختيار جواسابا لتصميم كنيسة صغيرة ستكون جزءًا من جناح الفاتيكان في بينالي فينيسيا للهندسة المعمارية 2018.